# 陳維英
陳 維英（ちん いえい、Chen Weiying、1811年 ‐ 1869年）、字は実之または碩芝、号は迂谷。清朝統治時代の台湾の人物。
祖籍は福建省泉州府同安県。生まれは台湾台北の大龍峒。1851年に按察使銜分巡台湾兵備道の徐宗幹より孝廉方正に推挙された。1859年に挙人となり、内閣中書に任じられた。1862年に戴潮春の乱が発生すると、自費で団練を組織して清軍の補助にあたり、その功で花翎を授かった。
さらに陳維英は明志書院で教鞭をとったほか、噶瑪蘭に仰山書院を創設し、艋舺の学海書院の院長となるなど、教育方面で大きな貢献を果たした。著書には『太古巣聯集』『郷党質疑』『偸間録』などがある。
2006年、台北孔子廟に祀られた。